# Conops lieftinki
Conops lieftinki är en tvåvingeart som beskrevs av Camras 1957. Conops lieftinki ingår i släktet Conops och familjen stekelflugor. Inga underarter finns listade i Catalogue of Life.